# Paracentropogon longispinis
Paracentropogon longispinis és una espècie de peix pertanyent a la família dels tetrarògids i a l'ordre dels escorpeniformes.

## Etimologia
Paracentropogon deriva dels mots grecs παρά (para; al costat de, prop), κέντρον (kéntron; fibló) i pogon (barba), mentre que l'epítet llatí longispinis (de longus -llarg- + spina -espina-) vol dir «que té espines llargues».

## Descripció
Fa 13 cm de llargària màxima. 12-15 espines i 7-8 radis tous a l'única aleta dorsal. 2 espines i 5 radis tous a l'anal. Els individus del golf de Tailàndia, en general, mostren grans taques sobre el cos, mentre que els d'Indonèsia i Austràlia tenen menys taques. Canvia la seua coloració de clara a fosca quan es troba en captivitat. Entre 44 i 66 escates disposades en fileres verticals. Membranes dels radis de la part espinosa de l'aleta dorsal amb incisions profundes. Origen de l'aleta dorsal per sobre del centre dels ulls. Dues espines a l'os lacrimal dirigides cap endarrere. 1 espina forta a la vora del preopercle. Línia lateral contínua i amb 19-24 escates. 65-75 escates en sèries laterals. 7-11 branquiespines. Absència d'aleta adiposa. Aletes pectorals amb 2 espines i 10-11 radis tous. Boca obliqua. Opercle amb 3 espines. Aleta caudal lleugerament arrodonida. Llevat del primer, tots els radis de les aletes pectorals són forcats.

## Alimentació
El seu nivell tròfic és de 3,49.

## Hàbitat i distribució geogràfica
És un peix marí, demersal (fins als 70 m de fondària) i de clima tropical, el qual viu a la conca Indo-Pacífica: els hàbitats litorals fangosos, llimosos, de fons rocallós i les esquerdes dels esculls de corall des del sud de l'Índia fins al sud de la Xina (com ara, Hong Kong) i Nova Caledònia, incloent-hi Maurici, les illes Seychelles, Tailàndia, Singapur, el Vietnam, el mar de la Xina Meridional, Taiwan, Indonèsia (incloent-hi Lombok, Borneo, Buru, Seram, Ambon i Cèlebes), el mar de Banda, Papua Nova Guinea, les illes Filipines, el mar del Corall, la Gran Barrera de Corall i Austràlia (Austràlia Occidental i el Territori del Nord).

## Observacions
És verinós per als humans, el seu índex de vulnerabilitat és de baix a moderat (34 de 100) i és sovint capturat amb xarxes i canyes de pescar.